# 纳武利尤单抗
纳武利尤单抗（Nivolumab，商品名Opdivo，中文商品名欧狄沃，小野制药特许版本商品名保疾伏）是一种用于治疗癌症的完全人源化抗PD-1单克隆抗体。该药主要作为一线药物与伊匹单抗（Ipilimumab）联合治疗不可切除或转移性黑素瘤，同时作为二线药物与BRAF抑制剂（如维罗非尼）联合治疗具有BRAF中的突变的黑色素瘤。该药也作为鳞状非小细胞肺癌和肾细胞癌的二线治疗。纳武利尤单抗作为免疫检查点抑制剂 ，能阻断PD-1，从而使免疫系统能够清除癌症。该药由Medarex和小野制药共同开发，百时美施贵宝于2009年收购了Medarex和小野制药并获得该药专利。该药为第一个被纳入世界卫生组织基本药物标准清单中的PD-1抑制剂。

## 临床用途
纳武利尤单抗作为一线药物与伊匹单抗（Ipilimumab）联合治疗不可手术切除或转移性的黑色素瘤；作为二线药物与BRAF抑制剂用于治疗BRAF突变阳性的黑色素瘤。它还用于治疗铂类药物化疗失败的转移性鳞状非小细胞肺癌和小细胞肺癌。它也可用于肾细胞癌的二线治疗。FDA已批准纳武利尤单抗用于治疗原发性或转移性尿路上皮癌 ，这是膀胱癌最常见的形式之一。
研究表明纳武利尤单抗和其他PD-1抑制剂对脑转移肿瘤和自體免疫性疾病患者有一定疗效。

## 不良反应
FDA的黑框警告包括该药有可能导致严重的自體免疫介导的肺病、结肠炎、肝炎、肾炎、甲减和甲亢等。 临床试验数据表明甲减发生率为8.5％，甲亢发生率为3.7％，2%的患者可能会发生自體免疫性糖尿病。 
在该药用于治疗黑色素瘤的临床试验中，超过10％的受试者发生以下副作用，并且比单独化疗更常见：皮疹、咳嗽、上呼吸道感染和外周性水肿。其他偶见（<10%）的不良反应包括室性心律失常、眼部炎症（ 虹膜睫状体炎 ）、输液相关反应、头晕、外周神经病变、药疹（剥脱性皮炎）、多形性红斑、白癜风和牛皮癣。
在该药用于治疗肺癌的临床试验中，超过10％的受试者发生以下副作用，并且比单独化疗更常见：疲劳、虚弱、水肿、发烧、胸痛、全身疼痛、呼吸短促、咳嗽、肌肉和关节疼痛、胃肠道反应、体重减轻、皮疹和皮肤瘙痒。
该药也可导致电解质紊乱和血细胞计数的水平下降。
纳武利尤单抗未在孕妇中进行过测试，但药理机制和动物实验结果表明该药可能会对婴儿造成伤害。目前尚不清楚纳武利尤单抗能否随母乳分泌排泄。 

## 药代动力学
根据909例参与临床试验的患者的资料，纳武利尤单抗的半衰期为26.7天。当长期治疗的给药浓度为每2周3mg/kg时，该药可在第12周时达到稳态血药浓度。:29 年龄、性别、种族、肿瘤类型、肾功能不全和轻度肝损伤不影响药物的清除速率。:30

## 作用机制
PD-1是T细胞表面的蛋白质，若其他细胞表面的PD-L1与PD-1结合，则T细胞不会对该细胞产生作用。 这是身体调节免疫系统识别身体正常细胞的一种方式。 许多癌细胞表面也能产生PD-L1，它能抑制T细胞攻击癌细胞从而产生免疫逃避作用。纳武利尤单抗能抑制PD-1，阻止PD-L1与PD-1结合，提高了肿瘤细胞的免疫原性，使T细胞发挥免疫监视的作用来清除癌细胞。

## 化学结构
纳武利尤单抗是完全人源化单克隆IgG4抗体，其中γ1重链人源化成分占比为91.8％，而κ轻链人源化成分占比为98.9％。

## 历史
纳武利尤单抗是由日本免疫學家本庶佑发明的，该产品研发代号最初被称为MDX-1106，具体的研究成果于2014年发表。2005年，Medarex向小野制药授予其在日本代理纳武利尤单抗的权利。由于纳武利尤单抗市场潜力巨大且Medarex在肿瘤免疫治疗方面有大量的技术积累，百时美施贵宝公司于2009年以24亿美元的价格收购了Medarex。在当时，许多公司正在以PD-1和PD-L1作为靶标开发相关药物，其中包括开发帕博利珠单抗的默沙东、开发阿替珠单抗（Atezolizumab）的罗氏、开发Amplimmune的葛兰素史克以及以色列的梯瓦制药工业公司，这些公司都是百时美施贵宝的潜在竞争对手。
纳武利尤单抗于2014年7月获得日本监管机构批准用于治疗无法切除的黑色素瘤，这是PD-1抑制剂在全球首次获得批准用于临床，随后该药于2014年12月获得FDA批准用于治疗黑色素瘤。2015年4月，欧洲药品管理局人用医药产品委员会建议批准纳武利尤单抗用于治疗转移性黑色素瘤 。2015年3月，美国FDA批准该药用于治疗肺鳞状细胞癌。2015年11月，FDA批准该药作为肾细胞癌的二线治疗药物。2016年5月，FDA批准该药用于治疗骨髓移植或应用Brentuximab后复发的霍奇金淋巴瘤患者。2017年12月20日，FDA批准该药用于转移性黑色素瘤的辅助治疗。2018年4月16日，FDA批准该药联合伊匹单抗用于伴有中风的低风险晚期肾细胞癌患者的一线治疗。2018年6月15日，中国国家药品监督管理局（NMPA）批准该药用于治疗黑色素瘤，这是中国首次批准PD-1抑制剂用于临床。

## 临床试验

### 霍奇金淋巴瘤
在霍奇金淋巴瘤中，Reed-Sternberg细胞的9号染色体发生扩增，其编码PD-L1和PD-L2并表达于细胞表面。 在2015年发表的一项Ⅰ期临床研究中，纳武利尤单抗在20名患者中引起了87％的客观反应率。

### 肺癌
2016年，百时美施贵宝公布了一项临床试验结果，其中纳武利尤单抗未能达到其终点，并且该药在治疗新诊断的肺癌方面并不比传统化疗更好。